# Wandelhalle (Eisenach)

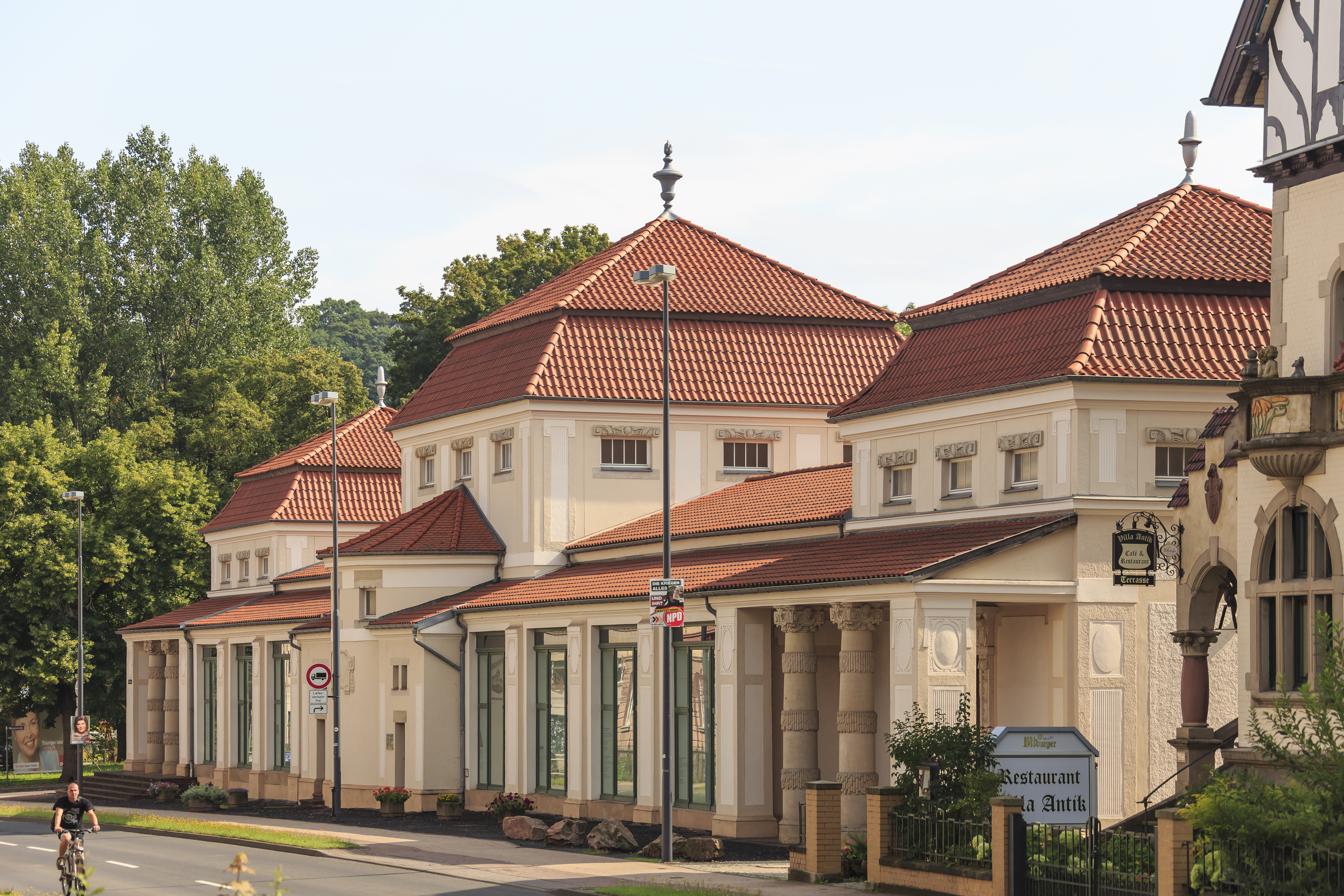
Vorderansicht zur Wartburgallee

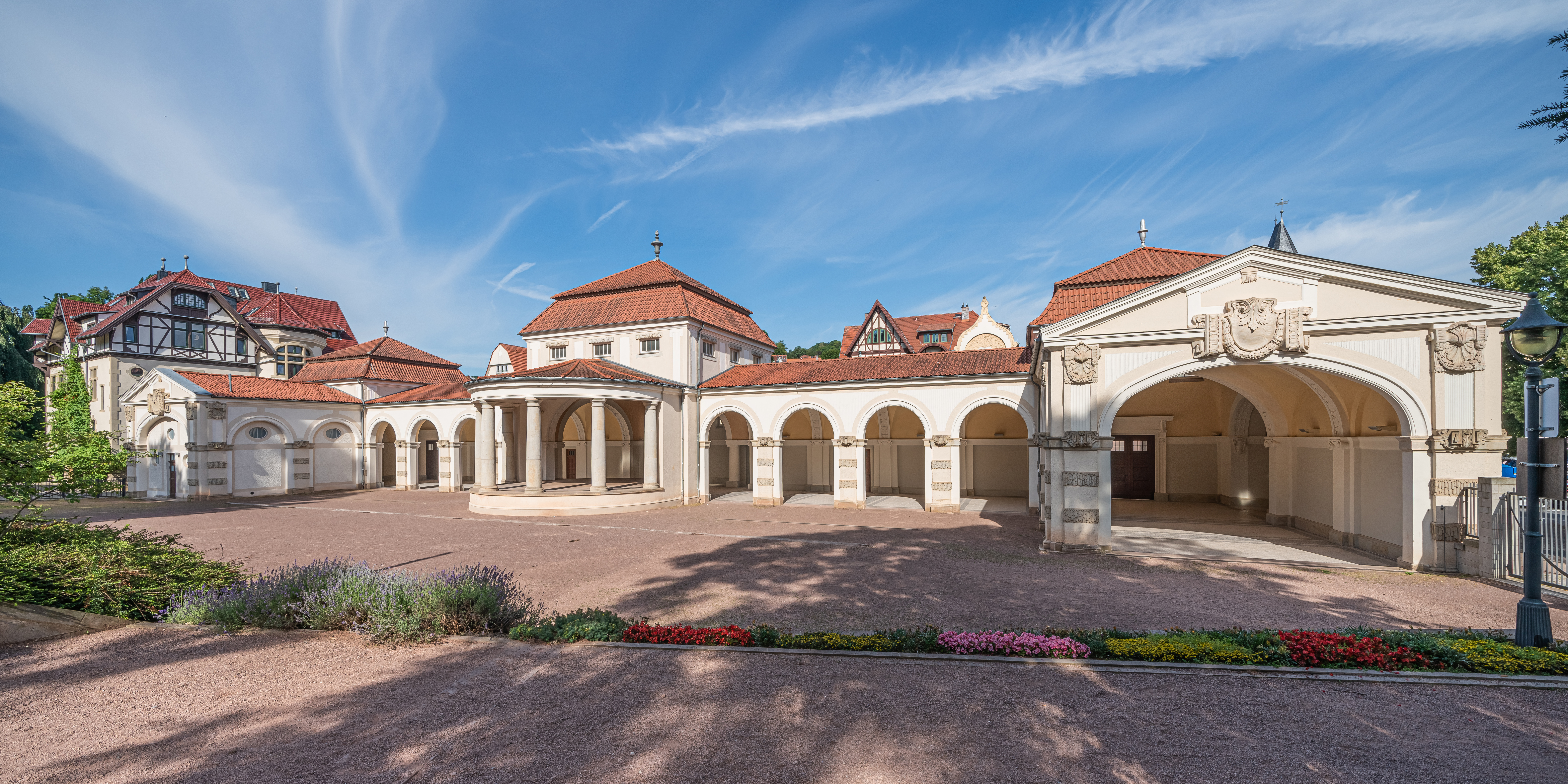
Rückansicht – Blick vom Kartausgarten

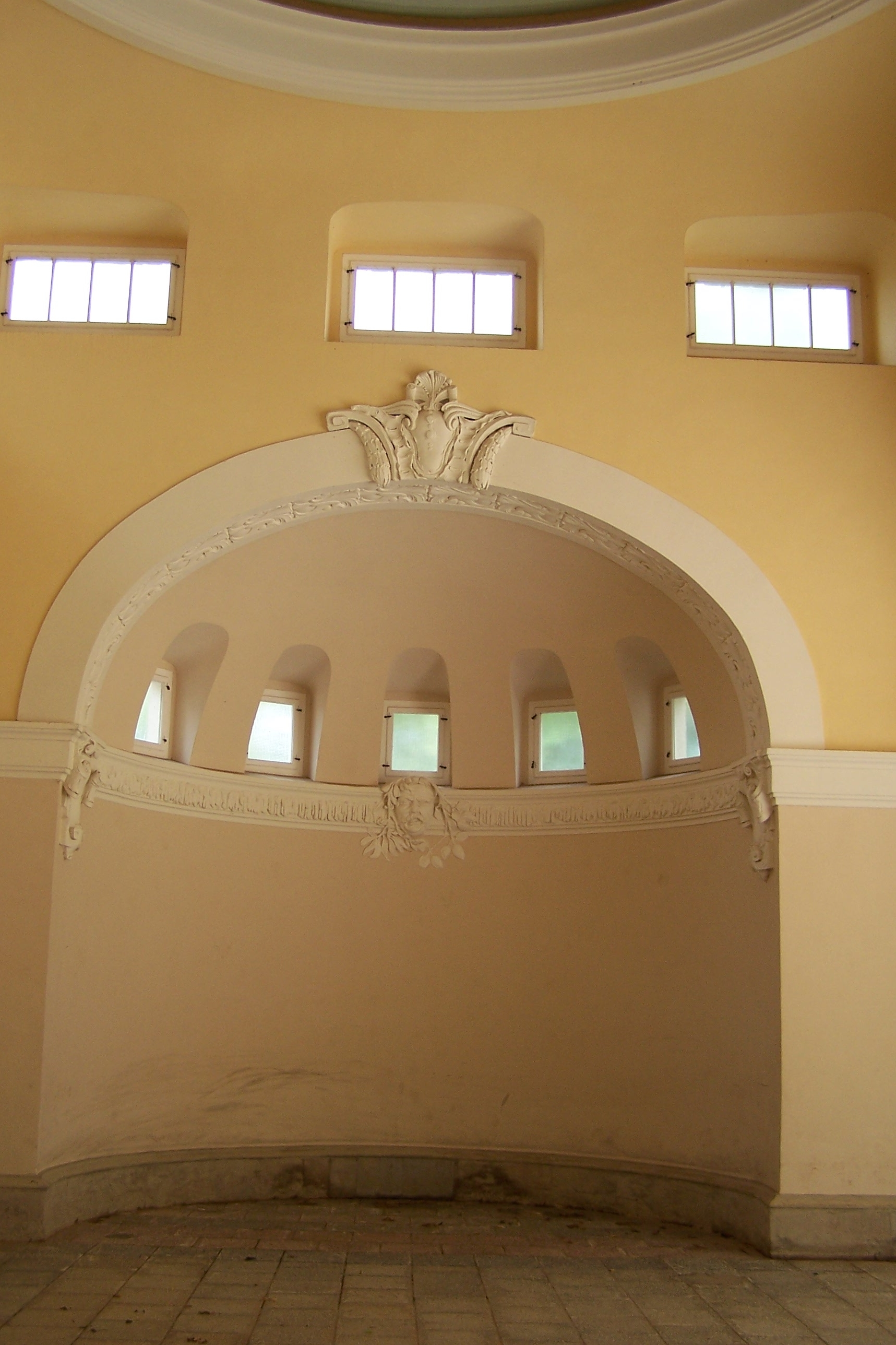
Die Brunnenstube – dort stand der Wasserspender, aus dem das Heilwasser aus Wilhelmsglücksbrunn floss

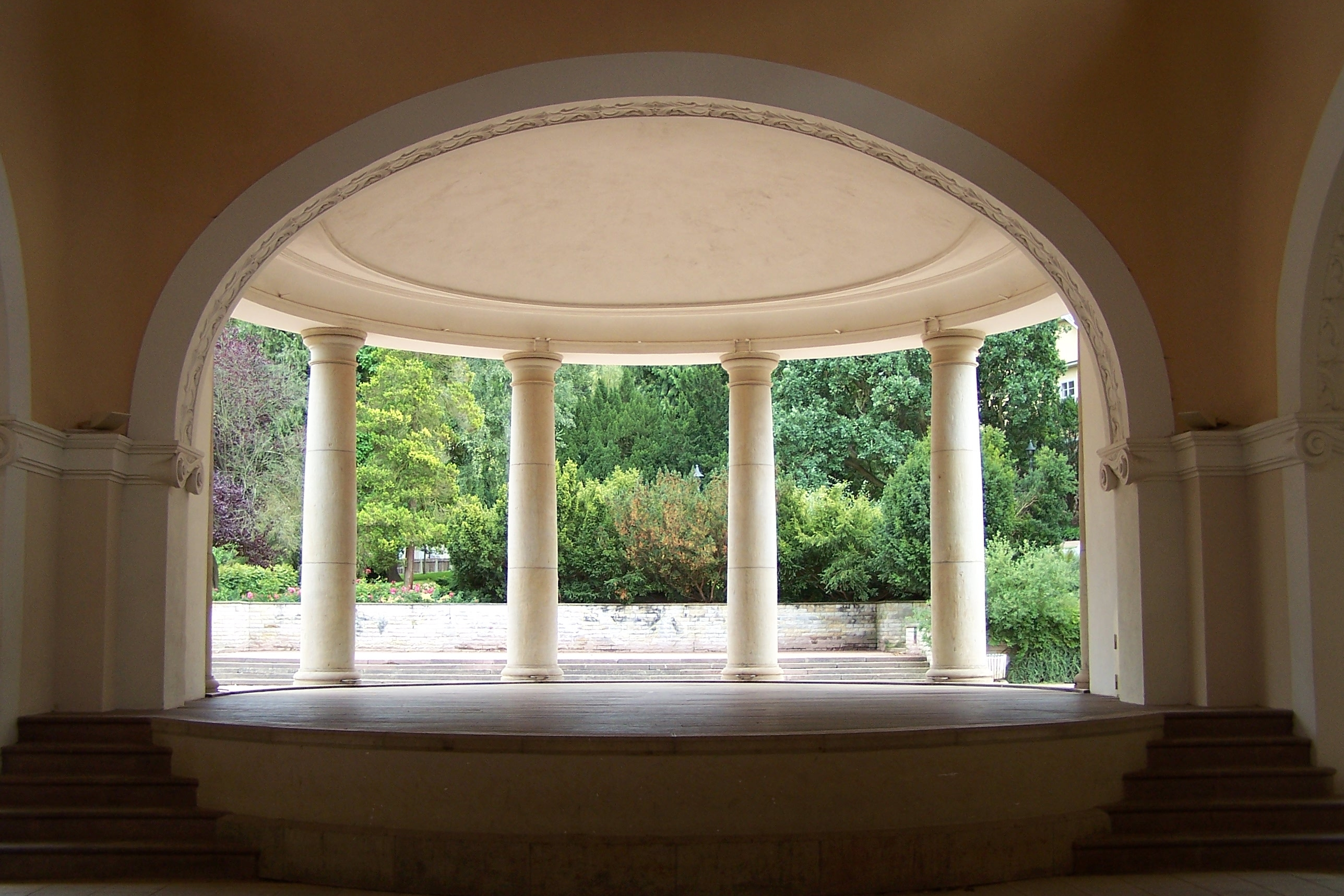
Innenansicht

Die Wandelhalle Eisenach ist ein im Jahr 1906 eröffnetes, für den Kurbetrieb erbautes repräsentatives Bauwerk am Kartausgarten und an der Wartburgallee in Eisenach, im Westen Thüringens. Eisenach war damals bestrebt, zum überregional bedeutsamen Kurort zu werden – der Kurbetrieb währte jedoch nur von 1906 bis 1938.
Eine Stiftung gleichen Namens hat die dauerhafte Erhaltung und Nutzung der Wandelhalle als Ziel.

## Geschichte
Die Großherzogin-Karolinen-Quelle in Wilhelmsglücksbrunn bei Creuzburg war als salzhaltige Heilquelle seit Jahrhunderten bekannt. Ihren Namen bekam die Quelle zur Erinnerung an die im Jahr 1905 im Alter von 20 Jahren verstorbene Caroline, Großherzogin von Sachsen-Weimar-Eisenach. Ende des 19. Jahrhunderts gelang es, die Quelle als Heilquelle staatlich anerkennen sowie schützen zu lassen.
Am 13. September 1905 gründete der Eigentümer von Saline und Burg Creuzburg, Kommerzienrat Niclaus von Dreyse, gemeinsam mit der Stadt Eisenach und sechs weiteren Gesellschaftern die Kurbad-Eisenach-Gesellschaft, die die Nutzungsrechte für diese Mineralwasserquelle erwarb. Sie veranlasste den Bau einer eigenen, rund 14 Kilometer langen Wasserleitung ausschließlich für dieses Natrium-Chlorid-Sulfat-Wasser von seiner Quelle bei Wilhelmsglücksbrunn nach Eisenach. Geplant wurden Kureinrichtungen mit Nutzung des Hotels Fürstenhof als Kurhaus sowie der Bau einer offenen Trink- und Wandelhalle südlich der Innenstadt in der Nähe der aufstrebenden Villenviertel im Eisenacher Südviertel am Kartausgarten, der Parkanlage nach englischem Vorbild, der damit zum Kurpark wurde. Auf dem Gelände befand sich von 1378 bis zur Reformation ein Karthäuserkloster.
Am 8. Juli 1906 wurde der Kurbetrieb von Großherzog Wilhelm-Ernst eröffnet. Jedoch konnte ein dauerhafter Kurbetrieb mit gewinnbringenden Ergebnissen nicht erreicht werden – und so wurde nach knapp 32 Jahren der Kurbadbetrieb am 31. März 1938 eingestellt. Der Grund lag laut einem Bericht der Deutschen Stiftung Denkmalschutz von 2019 im wirtschaftlichen Abschwung infolge des Ersten Weltkriegs. Nach 1945 wurde die Wandelhalle weiterhin gelegentlich für Konzerte genutzt, im Sommer gab es Filmvorführungen. 1965 stürzte an zwei Stellen das Dach ein. Zum 900-jährigen Bestehen der Wartburg 1967 wurde die Wandelhalle bautechnisch untersucht. Ihr Zustand war schlecht, sodass die kurzfristige Sicherung des Gebäudes notwendig war, das jedoch nach diesen Notreparaturen weiter verfiel. Maßgeblicher Grund war offensichtlich die Mangelwirtschaft der DDR. Nach der Friedlichen Revolution in der DDR standen Finanzen und Material zur Sanierung zur Verfügung. Es fehlte jedoch weiter an einer geeigneten Nutzung. Graffiti und Vandalismus verursachten immer wieder unansehnliche Stellen und Beschädigungen an der Halle.
Im Sommer 1998 stellte Eisenachs Verkehrsverein ein Nutzungskonzept für die Wandelhalle vor. Die Wandelhalle Eisenach-Stiftung wurde am 9. September 2001 als eine von über 220 Treuhandstiftungen unter dem Dach der Deutschen Stiftung Denkmalschutz gegründet. Sie fördert die Erhaltung und Pflege des anerkannten Kulturdenkmales „Wandelhalle Eisenach“. Die Stiftung wurde auf Initiative des Eisenacher Verkehrsvereins und des damaligen Oberbürgermeisters der Stadt Eisenach, Gerhard Schneider, gegründet. Zu den weiteren Stiftern gehören die Eisenacher Versorgungsbetriebe GmbH, die Südthüringen Bahn, der Privatmann Peter Mädler und die Wartburg-Sparkasse. Vorsitzender der Stiftung ist von Anfang an Peter Bock.
Die Gründung der Wandelhalle-Eisenach-Stiftung im Jahr 2001 gab den Anstoß für die schrittweise Sanierung des Gebäudes. 2004 begannen die Arbeiten an der Fassade, die Umgestaltung der Außenanlagen sowie der Neubau eines Entwässerungssystems. 2017 wurden die ursprünglich vorhandenen Terrazzoplatten weitgehend originalgetreu wiederhergestellt. Im Jahr 2018 konnte die Sanierung nach 14 Jahren weitgehend abgeschlossen werden. Die Kosten für die Sanierung betrugen 2,3 Millionen Euro. Finanziert wurde dieser Betrag durch 1,9 Millionen Euro Städtebaufördermittel, 189.000 Euro von der Stadt Eisenach und 172.000 Euro Spenden der Wandelhallen Stiftung.
Die Wandelhalle wird in der Freiluftsaison für vielfältige Veranstaltungen genutzt – von Konzerten und Tanzfesten über Weinfeste und Märkte bis zu Sportveranstaltungen, so als Startort für den Wartburglauf.
Seit der Sanierung werden die Wandelhalle und der angrenzende Kartausgarten für Veranstaltungen, Konzerte und Ausstellungen genutzt.

## Architektur
Die Wandelhalle wurde unterhalb des Hotels „Fürstenhof“ projektiert. Den dazu veranstalteten Architektenwettbewerb gewann Johannes Bollert aus Dresden, ein vormaliger Mitarbeiter des Architekten Hermann Thüme. Sein erhaben wirkender Bau besteht aus einer großen, symmetrischen Halle mit einem Mittel- und zwei Seitenpavillons. Der barockisierende Bau hat modellierten Schmuck aus Elbsandstein sowie stilisierte Putzornamente. Das „Gefrorenes-Wasser“-Motiv an Säulen, Pfeilern und Gesimsen ist von Matthäus Daniel Pöppelmanns Terrassenentwurf am Dresdner Zwinger übernommen.
An der langen Straßenfront entlang der Wartburgallee steht der große Pavillon, dessen Vorbau als Brunnenstube genutzt wurde. Flachere Hallen mit vorgelagerten Läden und offenen Arkadenflügeln führen zu den Seitenpavillons. Zwei kurze Seitenflügel ergeben mit dem Hauptflügel eine eckige U-Form und schaffen so einen Innenraum mit dem Musikpavillon als Mittelpunkt.